# L型钙通道
L-型钙通道（英文：L-type calcium channel）是一种电压依赖性钙通道的类型钙通道。“L”为“long-lasting”的首字母，表示激活状态的时间持久。和其他同类钙通道一样，α1亚基是决定其主要性质的部分。此通道允许通过钙离子产生L型钙电流，可见于心房、心室和蒲肯野纤维的动作电位第2时相。
作用于L-型钙通道的药物可被用作抗心律失常药和抗高血压药。

## 外部連結
- . IUPHAR Database of Receptors and Ion Channels. International Union of Basic and Clinical Pharmacology. （原始内容存档于2012-09-02）.
- 醫學主題詞表（MeSH）：L-Type+Calcium+Channel